# Arbeiterkolonie St. Antoniusheim Vreden
Die Arbeiterkolonie St. Antoniusheim Vreden ist eine Einrichtung der stationären Wohnungslosenhilfe in der Vredener Bauerschaft Köckelwick und befindet sich zusammen mit der 1888 gegründeten Arbeiterkolonie Haus Maria-Veen in der Trägerschaft des Vereins für katholische Arbeiterkolonien in Westfalen mit Sitz in Münster.

## Geschichte

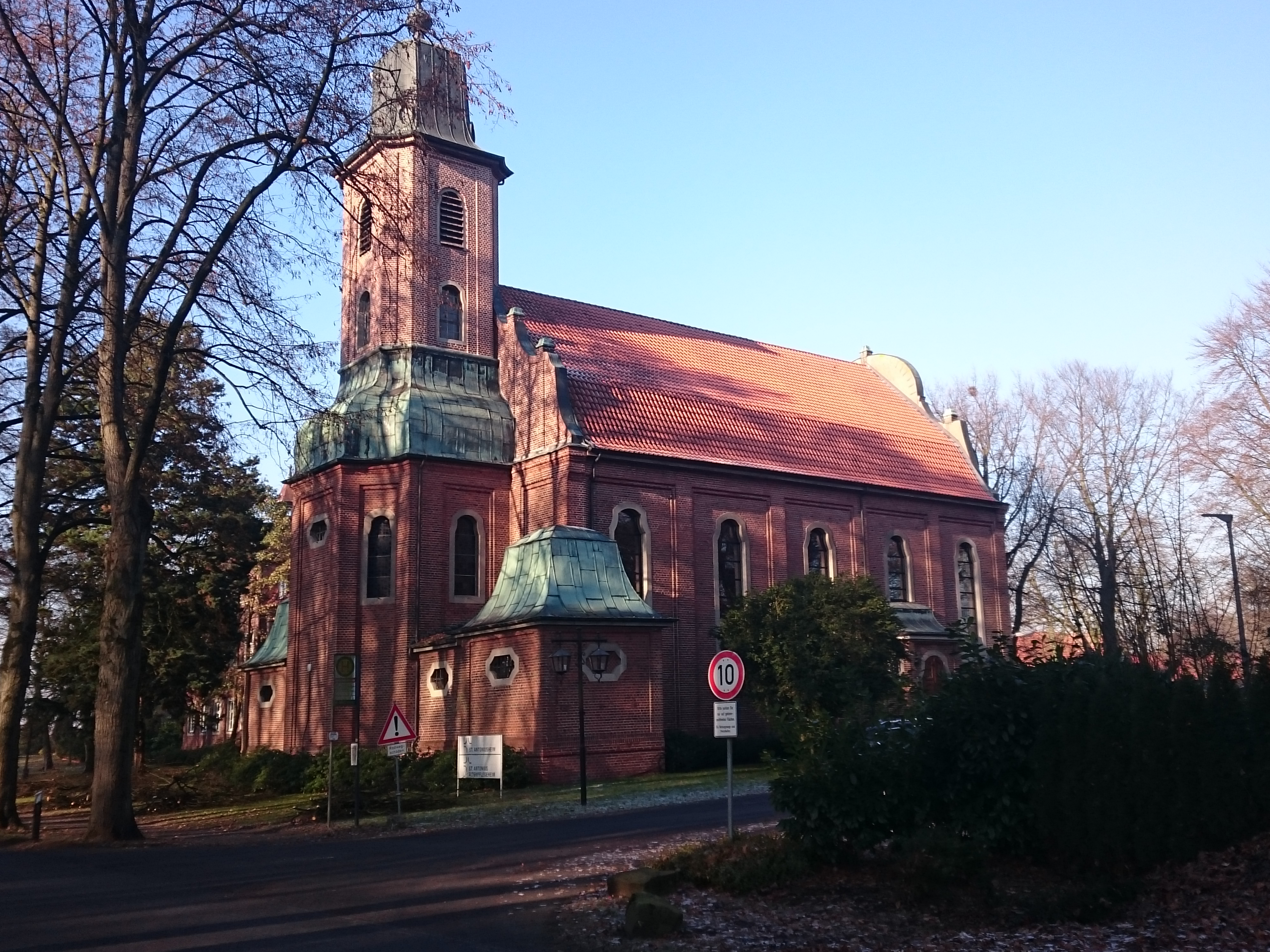
Die profanierte Kapelle des St. Antoniusheimes.

Das St. Antoniusheim wurde 1908 gegründet und in einem Heidegebiet, welches mit Hilfe der Bewohner kultiviert werden sollte, außerhalb der Stadt Vreden angesiedelt. 1912 wurde mit dem Bau einer Kapelle begonnen, die 1916 eingeweiht wurde. Mit der Leitung der Einrichtung wurden Franziskanerbrüder beauftragt.
1938 ging die Leitung der Einrichtung in weltliche Hände über. Im Zweiten Weltkrieg wurde das St. Antoniusheim auch als Lazarett, zur Unterbringung von Kriegsgefangenen und Evakuierten und später auch für Ostvertriebene genutzt.
Nach dem Zweiten Weltkrieg nahm die Einrichtung nach und nach ihre eigentliche Bestimmung wieder auf. Bis Mitte der fünfziger Jahre wurde noch Kindern und Jugendlichen eine Erholungskur organisiert. Das äußere Erscheinungsbild hatte sich in den ersten Jahrzehnten mit Wohn- und Wirtschaftsgebäuden und den Gebäuden der Landwirtschaft wenig verändert. Umbauten und Sanierungen hielten die Wohnbereiche jeweils auf aktuellem Stand.
Da die Anzahl der älteren und pflegebedürftigen Bewohner stetig zunahm, wurde 1981 das erste Altenpflegeheim auf dem Gelände des St. Antoniusheimes eröffnet. Im Jahre 2003 kam ein Nachfolgebau hinzu, so dass 78 Bewohner gepflegt und betreut werden konnten.
Am 30. August 2008 konnte in einem Festakt die 100-Jahr-Feier begangen werden. Der spätere Weihbischof Dieter Geerlings zelebrierte den Festgottesdienst. Nur anderthalb Jahre später, am 31. Januar 2010, wurde die Kapelle St. Antonius profaniert. Im selben Jahr begannen umfangreiche Umbaumaßnahmen. Das unter Denkmalschutz stehende alte Koloniegebäude wurde saniert und die einstige Kapelle zu einem Speisesaal umgebaut. Derzeit finden in der Arbeiterkolonie St. Antoniusheim 92 Bewohner Unterkunft und Arbeit.

## Auftrag und Angebote
Die Arbeiterkolonie als Einrichtung der Wohnungslosenhilfe bietet stationäre Hilfen für in Not geratene Menschen, bei denen besondere soziale Schwierigkeiten vorliegen (Zwölftes Buch Sozialgesetzbuch). Wesentliche Ziele sind es, den Bewohnern eine (vorübergehende) Heimat zu bieten, persönliche Notlagen zu lindern, seelsorgerische Begleitung anzubieten und mögliche Resozialisierungsmaßnahmen zu erarbeiten. Von großer Bedeutung sind dabei die Arbeits- und Beschäftigungsmöglichkeiten. Sie stabilisieren und verbessern die persönliche Lebenslage, strukturieren den Tag, steigern das Selbstwertgefühl sowie die sozialen Fähigkeiten und helfen bei der (Wieder-)Erlangung von beruflichen Fertigkeiten.
Ergänzend gibt es durch den „Verein für katholische Arbeiterkolonien“ ein ambulantes Angebot für in Not geratene Menschen. Im ambulant betreuten Wohnen werden Menschen so begleitet, dass eine Aufnahme in die stationäre Wohnungsloseneinrichtung vermieden bzw. der Auszug aus einer Einrichtung begleitet wird.
2010 wurde das auf 3 Jahre angelegte Projekt „WohnPerspektiven“ gestartet. Es wandte sich mit seinem Angebot an junge Menschen im ländlichen Raum, die in Wohnungsnot geraten sind. Verschiedene Wohnformen, dezentrale Wohneinheiten und die enge Zusammenarbeit mit dem ambulant betreuten Wohnen bei einer Reintegration in die Gesellschaft helfen.

## Sonstiges

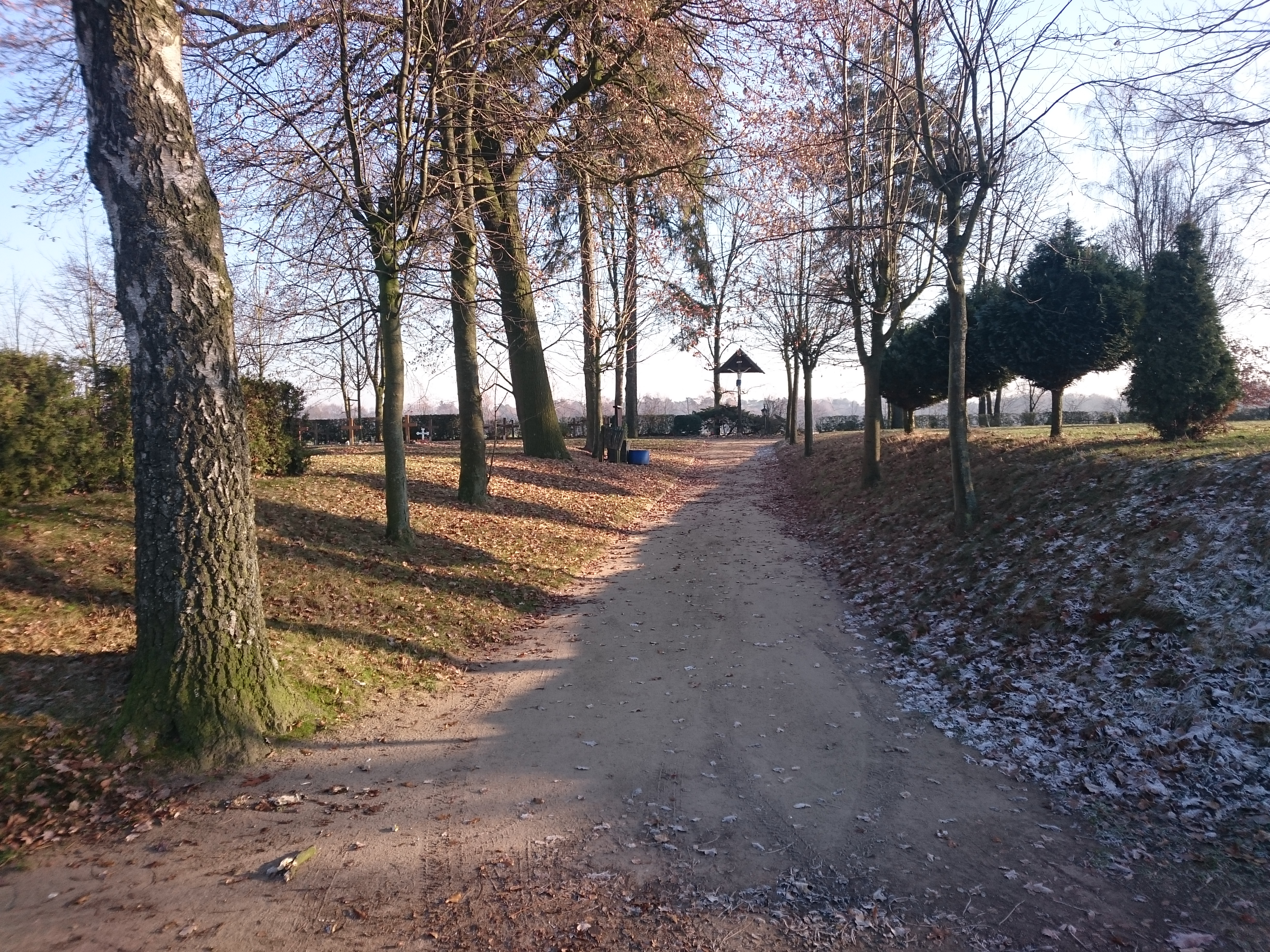
Friedhof in der Nähe des St. Antoniusheims.

Das St. Antoniusheim betreibt ein Café, das Fahrradwanderer und Besucher des nahegelegenen Naturschutzgebiets Schwattet Gatt nutzen. Außerdem befindet sich auf dem Gelände eine Gärtnerei, in der Bewohner des Heims beschäftigt sind.
Südöstlich des St. Antoniusheims auf der anderen Seite der K19 liegt ein kleiner Friedhof (Karte). Hier finden verstorbene Bewohner des St. Antoniusheims ihre letzte Ruhe. Der Friedhof wurde im Jahre 1913 angelegt, als der Teich am St. Antoniusheim ausgehoben wurde. Die erste Beerdigung erfolgte 1917. Seitdem werden alle Beerdigungen im „Beerdigungsregister der Kirchengemeinde St. Antoniusheim“ erfasst.
Der Friedhof wird von Mitarbeitern des Heims gepflegt.